# Hohenbuehelia recedens
Hohenbuehelia recedens är en svampart som beskrevs av Singer & Kuthan 1980. Hohenbuehelia recedens ingår i släktet Hohenbuehelia och familjen musslingar.   Inga underarter finns listade i Catalogue of Life.